# Macrosamanea spruceana
Macrosamanea spruceana là một loài thực vật có hoa trong họ Đậu. Loài này được (Benth.) Record mô tả khoa học đầu tiên.